# Nuoto ai XVII Giochi del Mediterraneo - 100 metri dorso femminili
Le gare di nuoto nella categoria 100 metri dorso femminili si sono tenute il 24 giugno 2013 al Yeni Olimpik Yüzme Havuzu di Mersin.

## Calendario
Fuso orario EET (UTC+3).
| Data      | Ora   | Turno    |
| --------- | ----- | -------- |
| 24 giugno | 10:00 | Batterie |
| 24 giugno | 18:34 | Finale   |

## Risultati
Le 12 atlete vengono inquadrate in due batterie da 6 nuotatrici ciascuna. Si qualificano alla finale i primi otto tempi.

### Batterie
| Pos. | Nome                  | Nazione  | Tempo   | Batt. | Corsia | Note |
| ---- | --------------------- | -------- | ------- | ----- | ------ | ---- |
| 1    | Margherita Panziera   | Italia   | 1'02"83 | 1     | 4      | Q    |
| 2    | Elena Gemo            | Italia   | 1'02"91 | 2     | 4      | Q    |
| 3    | Theodora Drakou       | Grecia   | 1'03"36 | 2     | 5      | Q    |
| 4    | Lidón Muñoz           | Spagna   | 1'03"47 | 2     | 2      | Q    |
| 5    | Hazak Sarıkaya        | Turchia  | 1'03"48 | 1     | 5      | Q    |
| 6    | Aspasia Petradaki     | Grecia   | 1'03"68 | 1     | 3      | Q    |
| 7    | Halime Zülal Zeren    | Turchia  | 1'04"42 | 2     | 7      | Q    |
| 8    | Mathilde Cini         | Francia  | 1'04"52 | 2     | 3      | Q    |
| 9    | Natàlia Torné Sánchez | Spagna   | 1'04"74 | 1     | 2      |      |
| 10   | Lucija Kous           | Slovenia | 1'04"77 | 1     | 6      |      |
| 11   | Fantine Lesaffre      | Francia  | 1'04"92 | 2     | 6      |      |
| 12   | Amel Melih            | Algeria  | 1'07"47 | 1     | 7      |      |

### Finale
| Pos. | Atleta              | Nazionalità | Tempo   | Corsia |
| ---- | ------------------- | ----------- | ------- | ------ |
|      | Elena Gemo          | Italia      | 1'01"57 | 5      |
|      | Theodora Drakou     | Grecia      | 1'01"75 | 3      |
|      | Margherita Panziera | Italia      | 1'01"86 | 4      |
| 4    | Halime Zülal Zeren  | Turchia     | 1'02"70 | 1      |
| 5    | Lidón Muñoz         | Spagna      | 1'02"95 | 6      |
| 6    | Mathilde Cini       | Francia     | 1'04"04 | 8      |
| 7    | Aspasia Petradaki   | Grecia      | 1'04"15 | 7      |
| 8    | Hazal Sarıkaya      | Turchia     | 1'04"52 | 2      |